# 高根真象
高根 真象（たかね の まきさ）は、平安時代初期の貴族。氏姓は広階連、のち広階宿禰、高根朝臣。外従五位下・広階虫麻呂の子。官位は従四位下・丹波守。

## 出自
広階氏（広階連）は、魏の曹植の後裔とする中国系渡来氏族。元は上村主姓であったが、延暦5年（786年）以降に広階連に改姓したと想定される。

## 経歴
弘仁8年（817年）外従五位下に叙せられ、翌弘仁9年（818年）造酒正に任ぜられる。
弘仁14年（823年）淳和天皇の即位に伴い内位の従五位下に叙せられると、天長3年（826年）従五位上、天長6年（829年）正五位下と淳和朝で順調に昇進を果たす一方、美濃介・丹波介・丹波守と近国の地方官を歴任した。またこの間、天長元年（824年）連姓から宿禰姓に、天長3年（826年）広階宿禰姓から高根朝臣姓に改姓している。
天長8年（831年）3月8日に従四位下に昇叙されるが、即日卒去。享年76。最終官位は丹波守従四位下。

## 人物
恭しく謹み深く、物事の是非や善悪を弁える性格であった。地方官としては、厳しく取り締まって不正を正すとの評判であったという。淳和天皇の皇太子時代からの旧臣として従四位下に叙せられた。

## 官歴
『日本後紀』による。
- 時期不詳：正六位上
- 弘仁8年（817年） 正月7日：外従五位下
- 弘仁9年（818年） 日付不詳：造酒正
- 弘仁14年（823年） 4月27日：従五位下（内位）
- 天長元年（824年） 日付不詳：連姓から宿禰姓に改姓
- 天長3年（826年） 正月7日：従五位上。日付不詳：美濃介。日付不詳：広階宿禰姓から高根朝臣姓に改姓
- 天長4年（827年） 日付不詳：丹波介
- 天長5年（828年） 日付不詳：丹波守
- 天長6年（829年） 正月7日：正五位下
- 天長8年（831年） 3月8日：従四位下、卒去（丹波守従四位下）

## 系譜
- 父：広階虫麻呂[3]
- 母：不詳
- 生母不明の子女
  - 男子：高根諸継[4]
  - 男子：高根諸象[4]
  - 男子：高根成象[4]
  - 女子：[4]